# نظرية نسوية للمعرفة
النَّظرية النَّسوية للمعرفة  هي دِراسة لِموضوع نظرية المعرفة من وجهة نظر نسوية. تصف إليزابيث أندرسون هذه النظرية النسوية بأنَّها تهتم بالطريقة التي يؤثر بها النوع الاجتماعي على مفهومنا للمعرفة و «مُمارسات الاستفسار والتبرير». يُنظَر إليها بِشكل عام على أنَّها تقع تحت مظلة نظرية المعرفة الاجتماعية وهي مقاربات تنظر في البعد الاجتماعي للمعرفة، أو تبسط بأنها التبرير الاجتماعي للاعتقاد.
ومن أهم الانتقادات التي طرحت بخصوص النظرية النسوية للمعرفة أن التغيرات التي قامت بها النسويات في البحث العلمي يتم التعبير عنها كتغيرات معرفية وليس كتغيرات اجتماعية نجمت عن زيادة مساهمة النسويات في البحث 

## نظرة عامة
تُؤكد نظرية المعرفة النسوية عَلى أهمية القيم الأخلاقية والسياسية في تشكيل المُمارسات المعرفية، وتبرير الأدلة. تدرس النظرية النسوية للمعرفة كيف يؤثر النوع الاجتماعي أو الجنس على فهمنا للمعرفة والتبرير ونظرية المعرفة. تصف كيف أن المعرفة والتبرير يحرمان المرأة. ويدعي علماء المعرفة الأنثوية أن المعرفة تميز المرأة من خلال: منعهن من البحث العلمي وتقديم النساء على أنهن أقل شأناً؛ لأن هذه النظريات المعرفية لا تُلبي سوى مصالح الذكور، مما يعزز هرمية الجنس.
الفكرة المركزية لنظرية المعرفة النسوية هي أنَّ المعرفة تعكس وجهات النظر الخاصة في نظرية المعرفة. ويكون الاهتمام الرئيسي للنسويات الفلاسفة هو كيف تضع القوالب النمطية للنوع الاجتماعي الذوات العارفة. فيقاربن هذا الاهتمام من ثلاث وجهات نظر مختلفة:
- نظرية وجهة النظر النسوية
- وما بعد الحداثة النسوية
- والتجريبية النسوية.

تحدد نظرية وجهة النظر النسوية منظورًا اجتماعيًا محددًا باعتباره ذو أفضلية معرفيًا. وتؤكد وجهة نظر ما بعد الحداثة النسوية على عدم استقرار الهوية الاجتماعية وبالتالي عدم استقرار تمثيل هذه الهوية. تركز وجهة النظر التجريبية على الجمع بين الأفكار الرئيسية للنسوية والالتزام بها لإثبات النظريات النسوية من خلال الأدلة.
تجادل إليزابيث أندرسون بأن مفهوم المعرفة المتموضعة أساسي في نظرية المعرفة النسوية. تؤكد دونا هاراواي أن مُعظم المعارف (خاصة المعرفة الأكاديمية) تقع دائمًا و«ينتجها فاعلون متموضعون يعملون في/ بين جميع أنواع المواقع، ويعملون في كل/ووفق كل/وعبر كل أنواع العلاقات البحثية»،وبالتالي فإن ما هو مَعروف، والطرق التي يمكن من خلالها معرفة هذه المعرفةـ تخضع لموقع POSITION -وضع ومنظور- الشخص العارِف.
جادلت الفيلسوفة النسوية الإنجليزية ميراندا فريكر أنه بالإضافة إلى الظلم الاجتماعي أو السياسي، يمكن أن توجد مظالم معرفية على شكلين:
- الظلم بالشهادة testimonial injustice

- والظلم العملي أو التأويلي hermeneutical injustice.

يتألف الظلم بالشهادة، من الأحكام المسبقة التي تدفع المرء «لإعطاء مستوى فارغ من مصداقية لكلام المتحدث»::وضربت ميراندا مثالًا لامرأة لا يصدّق قولها في اجتماع عمل بسبب جنسها، وقد تقدم حجة مقنعة ولكن المستمعين يعتقدون أن حججها أقل كفاءة أو أقل صدقًا وبالتالي أقل قابلية للتصديق. تجادل ميراندا أنه في مثل هذا النوع من الحالات، بالإضافة إلى وجود ظلم ناتج عن النتائج المحتملة (مثل افتقاد المتحدثة للترقية في العمل)، يوجد ظلم من نوع آخر وهو ظلم بالشهادة: «نوع من الظلم يتعرض له الشخص يجرّم على وجه التحديد من حيث قدرته على أن يكون عارفًا».
أما في حالة الظلم العملي أو التأويلي، تندرج ادعاءات معرفة المتحدث في ثغرات في الموارد المفاهيمية المتاحة، مما يعوق قدرتها على التفسير، وبالتالي الفهم أو المطالبة بالاستماع لتجاربهم".على سبيل المثال، عندما لم يوجد مصطلح "التحرش الجنسي" بشكل عام، فقد افتقر الذين عانوا من هذه التعديات إلى الموارد اللازمة ليدعوا أنهم ظلموا بطرق لها معنى أخلاقي.
الفيلسوفة سوزان هاك هي منتقدة بارزة لنظرية المعرفة النسوية، وتعتقد أن أنصار النظرية النسوية للمعرفة مخطئات لأنه لا يوجد منظور نسوي للمنطق والعلم، وهو ما عبرت عنه في كتابها Manifesto of a Passionate Moderate، وتعتقد أن المنتدقات النسويات للعلم والفلسفة غارقات في الكياسة السياسية. كما الفت كتاب الدفاع عن العلم Defending Science – Within Reason: Between Scientism and Cynicism، تدافع فيه عن العلم والبحث العلمي وترفض التشكيك فيه من منطلقات سياسية أو غيرها.
نظمت ساندرا هاردينغ نظرية المعرفة النسوية في ثلاث فئات: التجريبية النسوية، ونظرية المعرفة، ونظرية ما بعد الحداثة.في حين أنها مجموعة محدودة من الفئات، فإن نسوية ما بعد الحداثة كانت إيديولوجية انتقالية ترفض الموضوعية المطلقة، والسرديات الكبرى.في حين أن هذه الفئات الثلاث لنظرية المعرفة النسوية لها مكانتها في التاريخ (انظر التجريبية النسوية، ووجهة النظر النسوية، ونسوية ما بعد الحداثة) كأطر أيديولوجية، فإنها تحمل رؤى ملهمة داخل الأسلوب النسوي المعاصر. وقد وسعت المنظرة نينا ليكي هذه الفئات لتشمل ما بعد الحداثة النسوية المضادة لنظرية المعرفة ونظرية المعرفة النسوية ما بعد البنائية

## التجريبية النسوية
ظهرت التجريبية النسوية من نقد نسوي لفت النظرإلى تحيز ذكوري في الممارسات الوضعية للعلوم.حدد الباحثات النسويات من الجيل الثاني كيف أن القياس الكمي والموضوعية كجانبين من نزعة الوضعية، اعتبرا «المعيار الذهبي» لأبحاث العلوم الاجتماعية والسياسية.يحتفظ القياس الكمي، وعلاقاته السياسية بمفاهيم الموضوعية، بالهيمنة المنهجية والتفضيل بشكل رئيسي في الولايات المتحدة.ويستدام هذا عبر ميل سلطات التمويل إلى إعطاء الأولوية للبحوث الكمية ذات الأطر الوضعية.
تؤمن التجريبيات من النسويات بمفهوم الوضعية المنطقية Positivism. القائل بأن جميع المعارف يمكن فهمها موضوعيا ويمكن الوصول إليها من خلال البحث التجريبي.ويؤكدن أن الوضعية ما قبل النسوية لم تكن على الإطلاق وضعية فعلًا؛ لأن «التحيز التقليدي لمركزية الذكورandrocentric bias» في نزعة الوضعية أدى إلى معرفة جزئية أو معرفة «ذاتية» عن العالم.وجميع البحوث التجريبية جوهريًا في أصلها قد أفسدت بأحكام قيمية والتفسير المتحيز للأدلة من قبل سلطات متحيزة للذكور.على سبيل المثال، فحتى وجدت بيانات إحصائية عن مدى انتشار معاناة النساء في مكان العمل لما يسمى الآن «التحرش الجنسي»، والتي جمعت من الدراسات الاستقصائية التي أجريت في السبعينيات من القرن العشرين، ابتدأت السلطات السياسية تنظر إلى المضايقات الجنسية على أنها مشكلة عامة. ودون هذا التدخل النسوي في المجال التجريبي، لن يتم تحديد هذه المشكلة العامة ككقضية، لأن الذكور لا يوجد لديهم دافع لمتابعة البحث في هذه الظاهرة. كما تؤكد لوندا شيبينغر أن البحث التجريبي «يجسّد العديد من القيم النسوية الأساسية»، حيث تسعى التجريبيات النسويات إلى البحث بنشاط عن البحوث الاستغلالية للقضاء عليها في حين يقاومن التفسيرات الإستراتيجية والقمعية للبيانات.
تم انتقاد النزعة التجريبية النسوية لإيمانها بأن «الموضوعية» يتم تحقيقها على أفضل وجه من خلال القياس الكمي، سواء نظر إليها من خلال عدسة نسوية أو لم ينظر لها كذلك، وسواء استخدامت لخدمة المثل النسوية. وقد أدى التقسيم بين البيانات الكمية والنوعية تاريخيًا إلى تعزيز انقسامات الجنسية الثنائية؛ «قوية/ لينة، عاطفية/عقلانية، جديرة/لا قيمة لها».تؤكد كثيرات بأن «الحقيقة الموضوعية» هي مفهوم زائف، وبالتالي قد تغالي النسويات التجريبيات في تقدير مدى زيادتهن للموضوعية.علاوة على ذلك، فقد تم انتقاد الوضعية والبحث الكمي كإطار فلسفي «منفصل» يعرِّف بطبيعته أنه يميل للمبالغة في جعل مواد بحثه موضوعية «مجسدة».
تستجيب النسويات التجريبيات لمشكلة حيادية القيمة من خلال إطالة جدلية ويلارد كواين Quine: لا تحدد النظرية بالأدلة. وتعتبر أي ملاحظة إثباتًا لفرضية معينة لمجرد أن تكون مرتبطة ببعض الافتراضات الأولية الأساسية، لأن ملاحظة مماثلة قد تدعم فرضيات مختلفة. يواجه العلماء في الحياة اليومية بعض القيود في اختيار الافتراضات الأساسية، التي تستند إلى القيم المعرفية cognitive values مثل البساطة والمحافظة، وهي فلسفة سياسية واجتماعية تستند إلى الحفاظ على المؤسسات الاجتماعية التقليدية. تؤكد النسويات التجريبات على أنه لا يوجد مبدأ منطقي أو منهجي يمنع العلماء بشكل قاطع من اختيار افتراضاتهم الأولية لتكون قيمهم السياسية والاجتماعية أو غير ذلك من المصالح. لذلك، قد تختار العلماء من النسويات افتراضاتهن الأولية بحسب آرائهن أو بحسب بعض القيم النسوية.

### مفارقتان اثنتان
هناك نوعان من المفارقات المركزية في التجريبية النسوية:

- مفارقة التحيز تجند كثير من التجريبيات النسويات أنفسهن لفضح التحيز المتركز على الذكور وتجيز التعصب الجنسي في البحث العلمي، أي الناس الذين لديهم تحيزًا نحو اختلاف النوع الاجتماعي والجنس sexuality. ولكن في حين تدعي النسويات التجريبيات أن البحث النسوي يساعد في تطوير العلوم، فإن منظورهن الخاص يتبنى تحيزًا معينًا حول النوع الاجتماعي والعلوم.[4]

- مفارقة البناء الاجتماعي العديد من الانتقادات العلمية كشفت أن البحث العلمي يتأثر بالعوامل الاجتماعية والسياسية على حد سواء. وتتأثر النظريات المتمركزة على الذكور والنظرية المتعصبة للجنس بالمجتمع كما يدعين، والذي يمكن فهمه من أجل القضاء على التحيز، تم استخدام مصطلح مثل «نظرية المعرفة الفردية». ومع ذلك، فهن يردن أن تكون العلوم مفتوحة على التأثيرات الاجتماعية المختلفة، والتي يأخذ فيها التحيز للأنثى أيضًا حظه من التأثير الاجتماعي على البحث.[4]

نقد النظرية التجريبية النسوية: إنها النظرية الأكثر انتقاداً من قبل الآخرين، لافتراضاتها بأن موضوع المعرفة عبر التاريخ له وجود مستقل عن التحديد الاجتماعي (هاردينج 1990). كما تنص النظرية التجريبية النسوية على أن العلم سيصحح كل التحيزات والأخطاء في النظريات حول النساء والمجموعات الأخرى لوحده.

## نظرية المعرفة من وجهة نظر نسوية
على المستوى الأساسي، تؤكد نظرية المعرفة من وجهة النظر النسوية أن المجموعات المهمّشة مثل النساء تتمتع «بأفضلية معرفية»، لإمكانية الحصول على فهمٍ أقل تشوشًا للعالم مقارنة بفهم الجماعات المسيطرة مثل الرجال. تقدم هذه المنهجية العديد من الأفكار الجديدة للفكرة التجريبية النسوية وتفيد بأن الهيمنة المركزية الذكورية والتحيز الذكوري يقدمان فهمًا غير مكتمل للعالم. «وجهة النظر النسوية standpoint» لا تتعلق بمنظور الفرد المتحيز، بل تتعلق «بالحقائق» التي تشكل العلاقات الاجتماعية للسلطة.
نظرية المعرفة من وجهة النظر النسوية تصور الكون من منظور موقع ثابت. يجب أن تحدد كل نظرية وجهة نظر نسوية: الموقع الاجتماعي من وجهة نظر نسوية، ونطاق امتيازاتها، والدور الاجتماعي والهوية التي تولد المعرفة والتبرير لهذه الامتيازات. تنص نظرية المعرفة من وجهة نظر نسوية على وجود امتياز في علاقات النوع الاجتماعي، وتستند العديد من نظريات المعرفة من وجهة النظر النسوية على بيان الامتياز المعرفي في حالات نسوية مختلفة. نظرية المعرفة من وجهة نظر نسوية هي إحدى أنواع النظرية النقدية critical theory، هدفها الرئيسي هو تحسين وضع النسويات. ومن أجل تحقيق هذا الهدف المهم، يجب أن تمثل النظريات الاجتماعية فهمًا للمشكلات النسوية وتحاول تحسين أوضاعهن. والنظرية النقدية هي نظرية من الأفراد، وللأفراد، وعن الأفراد المتعلقين بالدراسة. تدور كل من النزعة النسوية ونظرية المعرفة النسوية حول البحث العلمي والفرضيات والنظريات. فمن خلال هذه الأساليب، تتغلب نظرية المعرفة النسوية على التوتر بين تحيزين بنيت عليه التجريبية النسوية. وتقدم خريطة مفصلة أو طريقة لتعظيم «الموضوعية القوية» في العلوم الطبيعية والاجتماعية، ومع ذلك لا يركز بالضرورة على تشجيع الممارسات العلمية الوضعية، كما هو الحال مركزيًا في التجريبية النسوية.
على الرّغم من أن نظرية المعرفة من وجهة النظر النسوية قد انتقدت لتركيزها بشكل وثيق جدًا على منظور النساء المتميز مما قد يخفي مفاهيم المعرفة المتغيرة تاريخياً واجتماعياً، تؤكد هاردينغ بقوة أن نظرية المعرفة لا ترسخ أي هوية هامشية معينة. وتجادل كذلك بأن المنهجية لا تلجأ إلى مفاهيم «رفع درجة الحياد» بين المجموعات في محاولة لرفع درجة الموضوعية، ولكن بدلاً من ذلك تقر بأن علاقات السلطة بين المجموعات هي التي تعقّد هذه العلاقات. وهذا في بعض النواحي يتناقض مع تأكيد دوسيت بأن الجدل حول كيفية تأثير السلطة في إنتاج المعرفة يتجاوز زمنيًا وجهة النظر النسوية للمعرفة، وهو جدل أكثر معاصرة. تفرض نظرية المعرفة من وجهة نظر نسوية أيضًا ضرورة لطرح أسئلة ناقدة حول الحياة والمؤسسات الاجتماعية التي أنشأتها المجموعات المسيطرة. حيث يصبح الحقل الدراسي هنا علم الاجتماع يخص النساء وليس حقلًا عن النساء فقط.
استخدمت نظرية المعرفة من وجهة نظر نسوية عمليًا على نطاق واسع باعتبارها «فلسفة للمعرفة، وفلسفة العلم، وسوسيولوجيا للمعرفة، ودعوة أخلاقية/سياسية لتوسيع الحقوق الديمقراطية».على الرغم من أنه تم التأكيد على أن «الامتياز المعرفي» متأصل في المجموعات المهمشة،تدعي هاردينج نظرية المعرفة من وجهة نظر نسوية معرفية كوسيلة تفسيرية لكل من أفراد المجموعات المهمشة والمجموعات المهيمنة ليتمكنوا من الوصول إلى وجهات نظر تحررية liberatory.
استعملت ساندرا هاردينغ وبنت على أعمال فيلسوفي العلم توماس كون وويلارد كواين، كما أن نظرية المعرفة بوجهة النظر النسوية لهاردينج قد أؤسست على الماركسية أيضًا، رغم أنها ترفض الماركسية عمومًا لأنها تعرض المرأة بمصطلحات طبقية فقط.
جادل كون في كتابه بنية الثورات العلمية بأن التقدم العلمي لا يحدث نتيجة تراكم تدريجي للأفكار الصحيحة، بل اعتقد أنه يحدث أحيانًا ثورات كبيرة تقلب تمامًا النظريات العلمية السابقة. وعندما تتأزم نظرية سائدة في وقت من الأوقات سيقوم علماء ثوريون بتحديها وبناء نظريات علمية جديدة. على سبيل المثال من وجهة نظره فإن الانتقال من المركزية الأرضية لبطليموس إلى المركزية الشمسية لكوبرنيكوس لم يحدث عبر تراكم سلاسل تدريجية من التحديات والتحسينات على النموذج القديم. بل ثورة مفاجئة وكاملة لأنه من المستحيل فهم نظرية المركزية الشمسية ضمن نظرية مركزية الأرض السائدة. وجادل كون بأن أفكار كل من نيوتن وكبلر وغاليول معًا أكملت الثورة التي بدأها كوبرنيكوس.
لكن معظم طلاب العلوم لا يعلمون عن «النماذج الإطارية» الباردايمات العلمية الكثيرة البديلة أو التي فشلت. فقد تم تلقينهم نسخة من تاريخ العلم حيث يكون التقدم مضمونًا وخطيًا.
ومن وجهة نظر هاردينج فإن نظريات كون أثبتت أن كل العلوم كانت مموضعة في سياقها التاريخي، وأن أي نظرية يمكن أن تبقى مقبولة إن كان المعتقدين بها في السلطة.
نقد نظرية المعرفة بوجهة النظر النسوية:تعارض الفيلسوفة هيلين لونجينو نظرية وجهة النظر «المعرفية»، لأنها تدعي أن نظرية المعرفة بوجهة النظر النسوية لا يمكن أن توفر المعرفة عن أي وجهات النظر تتمتع بأكبر قدر من الامتياز المعرفي. قال بار أون (1993) أنه إذا كانت الأخلاقيات الأنثوية للرعاية توفر منظورًا متميزًا للأخلاق، فإن معرفتنا الأخلاقية لا تكون مقنعة إلا بوجود علاقات بين الجنسين. يدعي بار أون أيضاً أن النظرية التي تفسر العلاقة البنيوية بين المتقدم والأقل نمواً، والتي تملي الامتياز المعرفي لا تنطبق على النساء. وزعم كارل ماركس أن الصراع الطبقي يدفع لصراعات أخرى مثل العنصرية، والتمييز على أساس الجنس، والصراعات القومية والدينية.
انتقدت النظرية المعرفية النسوية من مختلف الفلاسفة. فتلوم النسويات ما بعد الحداثيات النسويات التجريبيات لافتراضهن وجود الفرد والإقرار بمفهوم غير نقدي للخبرة. نظرية المعرفة المعدلة من نظرية ويلارد كواين عند بعض النسويات التجريبيات تنظر للأشخاص العارفين كأشخاص متموضعين اجتماعيًا، قامت هندلبي وهي منظرة لوجهة النظر النسوية بانتقاد التجريبية النسوية لأنها تتجاهل الدور الرئيسي للمرأة في الأنشطة السياسية.
كما تنتقد نظرية المعرفة بوجهة النظر النسوية عادة لقلة الأدلة المتوفرة لدعمها ودعم الأفكار التي بنيت عليها، مثل نقص التبرير لنظرية نقص الإثبات التي تستعملها هاردينج.
ولكي توضح بينيك Pinnick وجهة نظرها بخصوص ضعف الدليل عند هاردينج، أشارت إلى ادعاء نظرية وجهة النظر النسوية بأن العلم يكون أكثر موضوعية إن تم تحريضه سياسيًا، وتقول بينيك أن هذا معاكس لسير الأمور في الماضي عندما أدخل العلماء السياسة قسرًا في نظرياتهم العلمية (وذكرت تحسين النسل أو الأيوجينية، ونماذج اختبارات الذكاء، كنماذج من العلم المسيس). كما انتقدت هاردينج لادعائها بأن المجموعات المهمشة تنتج أفضل وتعطي نتائج علمية أقل تحيزًا، لأنه وفق ما ذكرت بينيك فإن هاردينج قد فشلت في تقديم أي دليل تجريبي يدعم هذه الفكرة.

## ما بعد الحداثة
يمثل فكر ما بعد الحداثة تحول المجتمع النسوي بعيدًا عن المثل الوضعية للموضوعية والفهم العام. بدلاً من ذلك، أقر بتنوع المنظورات البشرية المتفردة، لا يمكن لأي منها الادعاء بسلطة معرفية مطلقة.ولذلك انتقدت نسوية ما بعد الحداثة لأنها ذات موقف نسبوي، فأهملت علاقات السلطة المستمرة بين الهويات الرئيسية غالباً. من الممكن أن نرى هذا الموقف السياسي في معارضة مباشرة لـ «الطموحات التحررية» للنساء. ومع ذلك، فإن صبا محمودتجادل بأن هذا النقد في بعض النواحي معارض لمفاهيم عامة عن رغبة النساء، حيث تعد فكرة «الحرية» عنصرًا أساسيًا ومكون شرطي اضطهادي عند النسوية الغربية التي قد تفترض خطأً أن نساء دول الشرق المهيمن عليها من قبل سلطة الذكور ضحايا بحاجة إلى تحرير.
تبين دونا هارواي، وهي مناصرة للنسوية بعد حداثية، كيف أن النسوية بعد حداثية تقر بالوضعية باعتبارها إيديولوجية قمعية بطبيعتها، حيث استخدم «خطاب» العلم عن «الحقيقة» لتقويض فعل الناس المهمشين، ولنزع الشرعية عن تعليلات «مجسدة» للحقيقة..علاوة على ذلك، تجادل النسوية بعد حداثية بأن «الموضوعية» هي وجهة نظر خارجية، غير مجسدة، تُترك فقط لذوي الأفضلية (الأجساد غير المميزة)، لأن المهمشين (الأجساد المميزة) لا يمكنهم الوصول لمنظورات منفصلة عن «ماهيتهم».على الرغم من انتقاد النسوية بعد حداثية بأنها نسبوية، فإن هذه النظرية بعد حداثية ترفض النسبوية عبر الاعتراف القوي بعلاقات السلطة لأن تلك الموضوعية هي امتياز للأجساد غير المميزة. إن نظرية هاراوي عن «المعارف المتموضعة situated knowledge» تبقى صحيحة بالنسبة لأيديولوجية ما بعد الحداثة، حيث ينبغي وضع المعرفة في السياق؛ وهذا يخلق نطاقًا أكثر تقييدًا من المعرفة مقارنة «بالموضوعية» النظرية، ولكنه أكثر ثراءً لأنه يسمح بتبادل التفاهم بين التجارب الفردية. تفسح الوضعية المنطقية المجال لمواقف سلطوية للمعرفة مما يعيق المناقشة ويعطي فهمًا محدودًا عن العالم.وقد أقر بأن كل من العلم الوضعي والنسبوية هما متعارضين مع الفكر النسوي بعد حداثي، لأن كلاهما يقلل من أهمية السياق (الجغرافي، الديموغرافي، السلطة) في الادعاءات المعرفية.
نقد نسوية ما بعد الحداثة: السمات الرئيسية لنسوية ما بعد الحداثة: «النساء women» لسن فئة إجراء التحليل، وفيهن منظورات تتعارض مع النظرية النسوية feminist theory. واقع أن النساء في وضع اجتماعي مختلف يمكن أن يواجهن التمييز الجنسي بطريقة مختلفة، لا يعني أنهن لا يعانين منه (ماكينون 2000). تقوم نظرية نسوية ما بعد الحداثة بحل عرى جميع المجموعات، وتدعم الأفكار بأن المعرفة من أي مصدر أفضل من عدم وجود المعرفة على الإطلاق (سوزان بوردو 1990).

### نظرية الجسد
إن تأكيد نسوية ما بعد الحداثة على «المعرفة المتموضعة»، يتوافق بشكل جيد مع مقال «نظرية الجسد» لشيري موراغا، حيث يقال أن «الحقائق الجسدية» لحياة الشعوب الأصلية هي الوسيلة لخلق سياسية لا يمكن الوصول إليها تكون ضد القمع ومعارضة للاستعمار.وقد استخدم هذا الإطار المعرفي من قبل نسويات مثل بيل هوكس، التي تزعم أن التنظير يرتبط في كثير من الأحيان بعملية تعافي الذات، والتحرر الجماعي. فلا يقتصر التنظير على أولئك في المجال الأكاديمي الغربي، ولا يتطلب أبحاثًا «علمية». وتؤكد هوكس أن النظرية والتطبيق العملي للسياسات التحررية يمكن أن يوجد وغالبًا ما يوجد بشكل متزامن ومتبادل. فتحت النسوية بعد حداثية الطريق أمام مسألة إن كان يلزم وجود طرق نسوية معينة للوصول إلى المعرفة. يبدو أن «نظرية الجسد» تقول بأن وضع أولوية أو تطبيع أي نظرية معرفة نسوية معينة سيكون في حد ذاته ظالمًا.

### نظرية الفضيلة المعرفية النسوية
تركز هذه النظرية على كيفية سلوك علاقات السلطة والنوع الاجتماعي من حيث نظرية القيمة ونظرية المعرفة. قامت بوردو (1990) ولويدز (1984) بفحص كيفية استخدام «الذكورة maleness» و «الأنوثة femaleness» في النظريات الفلسفية والمناقشات حول علاقة مثل عقلاني/غير عقلاني، العقل/العاطفة والموضوعية/الذاتية. حددت لورين كود (1987، 1991، 1995، 1996) مع نسويات عملن معها، الطرق التي يشكل بها الروتين السياسي والاجتماعي هوياتنا ووجهات النظر عن عالمنا وخاصة النوع الاجتماعي، وكيف يؤدي ذلك إلى فهم المسؤولية المعرفية. لقد كانت مؤلفات لورين كود مؤثرة أيضًا في مجالات معرفية، يمكن وصفها بأنها نسخة من المذهب الطبيعي فتأخذ وتعيد صياغة المعتقدات التجريبية البسيطة وغير المثيرة للجدل، على سبيل المثال الاعتقاد من مثل «أنا أعلم أنني أرى طائرًا»، يشوه الطبيعة المعرفية للحيوان. ترفض منظرات الفضيلة المعرفية النسوية جميع الافتراضات تقريبًا. المشاكل المتشككة بها لا يمكن أن ترتبط بأي علاقة معها، لذلك يتم تجاهلها واعتبارها مشكلة زائفة.

## النقد النسوي للعلم، والعلم النسوي

### النقد النسوي للعلم: اعتبار الانحياز خطأ
يتضمن النقد النسوي للعلم خمسة أنواع مختلفة من الأبحاث حول النوع الاجتماعي والعلوم لمعالجة خمسة تحيزات محددة. هي الدراسات عن كيفية:
- أن إقصاء أو تهميش العالمات من النساء يضعف التقدم العلمي.
- أن تطبيقات العلوم والتكنولوجيا تضر بالنساء والفئات الضعيفة الأخرى، وتعامل مصالحهن على أنها أقل أهمية.
- تجاهل العلوم للنساء والنوع الاجتماعي، وكيف أن الاهتمام بهذه القضايا قد يتطلب مراجعات للنظريات المقبولة.
- التحيزات باتجاه العمل بأنماط معرفية ذكورية masculine (وفي بعض الحالات الكلمات التي ترتبط بهم) قد تؤدي - عبر تحديد المنظور أو جعله جزئيًا أو قاصرًا - إلى أخطاء بالحذف أو الاستنتاجات غير المبررة.
- البحوث في الاختلافات الجنسية التي تعزز النمطية الجنسية وممارسات التعصب الجنسي تفشل في الارتقاء إلى مستوى معايير العلوم الجيدة.

### العلم النسوي: اعتبار التحيز موردًا
يجادل العلم النسوي بأن استقصاء العلم الذي يستند إلى نظرية المعرفة النسوية يقوم على إضفاء الشرعية على التحيز الجزئي المحدد، وإنتاج هذا التحيز. فالعالمات النسويات من المذهب الجماعي pluralist وفيلسوفات العلم النسويات يعرفن العلم النسوي كمحتوى مفضل وطريقة «نسوية feminine».

## وصلات خارجية
- نظرية نسوية للمعرفة على موقع فيلبابيرس
- نظرية نسوية للمعرفة  على موسوعة ستانفورد للفلسفة
- نظرية نسوية للمعرفة على موقع مشروع إنديانا لعلم الوجود الفلسفي
- نظرية نسوية للمعرفة entry in the موسوعة الإنترنت للفلسفة
- 'الوضعية / المعرفة القائمة "، بقلم إيان كوك (PDF)